# La révolution sexuelle n'a pas eu lieu
Pour plus de détails, voir Fiche technique et Distribution.
La révolution sexuelle n'a pas eu lieu est un film français réalisé par Judith Cahen et sorti en 1999.

## Fiche technique
- Titre : La révolution sexuelle n'a pas eu lieu
- Réalisation : Judith Cahen
- Scénario :  Judith Cahen, Julien Husson, Santiago Amigorena et Hélène Frappat
- Photographie : Nathalie Sarles
- Son : Suzanne Durand
- Montage : Laurence Bawedin
- Production : Les Films de la Croisade
- Distribution : Ad Vitam Distribution
- Pays d'origine :  France
- Durée : 120 minutes
- Sortie :  France : 27 janvier 1999

## Distribution
- Judith Cahen
- Hélène Frappat
- Emmanuel Giraud
- Catherine Hannoun
- Eva Husson
- Julien Husson
- Jean-Louis Loca
- Axelle Ropert
- Alberto Sorbelli
- Serge Bozon
- Wilfred Benaïche
- Stéphane Ferrara
- Morgan Schmid
- Cécile Zervudacki
- Jean-Jacques Cahen

## Accueil critique
Alors que Serge Kaganski dans Les Inrockuptibles a réservé au film un accueil glacial : « Le film s’éternise tel un long pensum ennuyeux et nombriliste. Car l’arrogance ultime de Cahen et de ses amis consiste à croire qu’un spectateur puisse être susceptible de s’intéresser à leur vie quotidienne informellement enregistrée au caméscope », Jacques Morice dans Télérama note que cette film en forme autobiographique « est souvent drôle. [...] Autant de saynètes croquées avec une légèreté ludique ».